# Краснопавлівська селищна рада
Краснопа́влівська се́лищна ра́да — адміністративно-територіальна одиниця та орган місцевого самоврядування в Лозівському районі Харківської області. Адміністративний центр — селище міського типу Краснопавлівка.

## Загальні відомості
Краснопавлівська сільська рада заснована у 1918 році. В 1972 році перетворена на Краснопавлівську селищну раду.
- Територія ради: 54,832 км²
- Населення ради: 8 371 особа (станом на 2001 рік)
- На території знаходиться Краснопавлі вське водосховище,яке забеспечуе постачання прісноі води до Харкова, Лозової, Першотравневого

## Населені пункти
Селищній раді підпорядковані населені пункти:
- смт Краснопавлівка
- с. Браїлівка
- с. Миронівка

### Колишні населені пункти
- Добробут

## Склад ради
Рада складається з 30 депутатів та голови.
- Голова ради: Бондаренко Борис Григорович
- Секретар ради: Шевченко Світлана Миколаївна

### Керівний склад попередніх скликань
| Прізвище, ім'я, по батькові | Основні відомості                                                                      | Дата обрання | Дата звільнення |
| --------------------------- | -------------------------------------------------------------------------------------- | ------------ | --------------- |
| Бондаренко Борис Григорович | Селищний голова, 1952 року народження, освіта вища, член Соціалістичної партії України | 26.03.2006   | 31.10.2010      |
| Бондаренко Борис Григорович | Селищний голова, 1952 року народження, освіта вища, безпартійний                       | 31.10.2010   |                 |

Примітка: таблиця складена за даними сайту Верховної Ради України

### Депутати
За результатами місцевих виборів 2010 року депутатами ради стали:

#### За суб'єктами висування
| Суб'єкт висування                 | Кількість обраних депутатів | %    |
| --------------------------------- | --------------------------- | ---- |
| Партія регіонів                   | 16                          | 53,3 |
| Самовисування                     | 10                          | 33,3 |
| Партія «Відродження»              | 2                           | 6,7  |
| Політична партія «Сильна Україна» | 1                           | 3,3  |
| Політична партія «Фронт Змін»     | 1                           | 3,3  |

#### За округами
| № округу                          | Прізвище, ім'я, по батькові     | Дата визнання обраним | Освіта             | Партійна приналежність | Відомості про обраного депутата                              |
| --------------------------------- | ------------------------------- | --------------------- | ------------------ | ---------------------- | ------------------------------------------------------------ |
| Партія «ВІДРОДЖЕННЯ»              |                                 |                       |                    |                        |                                                              |
| 16                                | Зубко В'ячеслав Володимирович   | 01.11.2010            | вища               | позапартійний          | Лозівська дистанція сигналізації та зв'язку, електро- монтер |
| 19                                | Карпека Павло Євгенович         | 01.11.2010            | вища               | позапартійний          | Лозівська дистанція колій, начальник дільниці                |
| Партія регіонів                   |                                 |                       |                    |                        |                                                              |
| 7                                 | Громов Валерій Іванович         | 01.11.2010            | вища               | позапартійний          | ВУВГ «Дніпро», охоронник                                     |
| 10                                | Антонов Василь Васильович       | 01.11.2010            | вища               | позапартійний          | Лозівське КП «Теплові мережі», головний інженер              |
| 11                                | Коробко Володимир Іванович      | 01.11.2010            | вища               | позапартійний          | ВУВГ «Дніпро», інженер теплотехнік                           |
| 12                                | Шульгінова Ксенія Володимирівна | 01.11.2010            | середня спеціальна | позапартійна           | БК «Дніпро», техпрацівник                                    |
| 13                                | Сичова Інна Валеріївна          | 01.11.2010            | вища               | позапартійна           | ВУВГ «Дніпро», начальник лабораторії                         |
| 14                                | Наливайко Валентина Миколаївна  | 01.11.2010            | вища               | позапартійна           | ВУВГ «Дніпро», лаборант                                      |
| 17                                | Юрочкін Віктор Михайлович       | 01.11.2010            | вища               | позапартійний          | ВУВГ «Дніпро», начальник ВК                                  |
| 18                                | Байдакова Зоя Станіславівна     | 01.11.2010            | вища               | позапартійна           | ВУВГ «Дніпро», провідний бухгалтер                           |
| 20                                | Вовк Марина Анатоліївна         | 01.11.2010            | вища               | позапартійна           | ВУВГ «Дніпро», майстер дільниці озеленення                   |
| 22                                | Журба Зоя Семенівна             | 01.11.2010            | вища               | позапартійна           | Тер. центр соц. обслуговування Лозівської РДА, завідувачка   |
| 23                                | Рожко Ольга Олексіївна          | 01.11.2010            | вища               | позапартійна           | ВУВГ «Дніпро», комірник                                      |
| 25                                | Тимофті Олександр Дмитрович     | 01.11.2010            | вища               | позапартійний          | ЛКП «ТМ», старший майстер                                    |
| 26                                | Пальчик Сергій Іванович         | 01.11.2010            | вища               | позапартійний          | ВУВГ «Дніпро», інженер дільниці мереж                        |
| 27                                | Кущенко Ганна Олексіївна        | 09.01.2011            | середня спеціальна | член Партії регіонів   | ВУВГ «Дніпро», зав. бюро перепусток                          |
| 28                                | Кириченко Віра Василівна        | 01.11.2010            | вища               | позапартійна           | ВУВГ «Дніпро», фельдшер                                      |
| 29                                | Шаровський Олександр Іванович   | 01.11.2010            | вища               | позапартійний          | ЛКП «ТМ», начальник дільниці                                 |
| Політична партія «Сильна Україна» |                                 |                       |                    |                        |                                                              |
| 24                                | Раченкова Надія Миколаївна      | 01.11.2010            | середня спеціальна | позапартійна           | ВУВГ «Дніпро», лаборант                                      |
| Політична партія «Фронт Змін»     |                                 |                       |                    |                        |                                                              |
| 8                                 | Давискиба Людмила Василівна     | 01.11.2010            | вища               | позапартійна           | приватний підприємець                                        |
| Самовисування                     |                                 |                       |                    |                        |                                                              |
| 1                                 | Білицький Микола Григорович     | 01.11.2010            | середня            | позапартійний          | Одноосібник по обробітку землі                               |
| 2                                 | Шевченко Світлана Миколаївна    | 01.11.2010            | вища               | позапартійна           | Краснопавлівська селищна рада, секретар ради                 |
| 3                                 | Герасимова Світлана Петрівна    | 16.01.2012            | середня            | член Партії регіонів   | Краснопавлівська селищна рада, соціальний працівник          |
| 4                                 | Українець Сергій Федорович      | 01.11.2010            | вища               | позапартійний          | приватний підприємець                                        |
| 5                                 | Каденко Сергій Володимирович    | 01.11.2010            | вища               | позапартійний          | пенсіонер                                                    |
| 6                                 | Водолаженко Людмила Іванівна    | 01.11.2010            | вища               | позапартійна           | Краснопавлівський народний краєзнавчий музей, директор       |
| 9                                 | Голозубов Григорій Іванович     | 01.11.2010            | вища               | позапартійний          | пенсіонер                                                    |
| 15                                | Сухих Надія Іванівна            | 01.11.2010            | вища               | позапартійна           | Краснопавлівська селищна рада, спец. з соц. питань           |
| 21                                | Челомбітько Борис Петрович      | 01.11.2010            | середня            | член Партії регіонів   | ВУВГ «Дніпро», водій                                         |
| 30                                | Арістархов Олег Іванович        | 01.11.2010            | вища               | член Партії регіонів   | ВУВГ «Дніпро», інженер-електрик                              |